# 伊斯梅尔·恩里克·阿尔瓦拉多
伊斯梅尔·恩里克·阿尔瓦拉多（Ismael Enrique Alvarado，1980年10月22日—），在中国又被称为“猛龙”，秘鲁足球运动员，司职后卫，曾经入选过秘鲁国家队。2008年赛季，他从利马联加盟广州医药。现在猛龙效力于秘鲁联赛球队洛斯凯曼尼斯。

## 职业生涯
猛龙早年一直在秘鲁国内的球会效力，并在2006赛季帮助利马联队获得秘鲁顶级联赛冠军。2008年初，猛龙加盟当赛季中超升班马广州医药队，并迅速成为广州队后防的定海神针，是广州队三后卫战术中最重要的球员。
2010年，他回到秘鲁，加盟卡萨大学。但他在球队却只能担任替补角色，2010赛季仅获得8次出场机会。2011年，阿尔瓦拉多转会到秘鲁顶级联赛升班马科布雷苏。2012年转会加盟胡安卡尤体育，但不久又回到科布雷苏。2012年夏季，他转投另一支秘甲球队何塞贾维斯。2013年，猛龙加盟秘乙球队

## 国家队生涯
阿尔瓦拉多第一次代表秘鲁国家队出战是在2007年3月24日，秘鲁队在横滨以0比2不敌日本队的友谊赛。这也是猛龙唯一一次代表国家队参加比赛。

## 荣誉
- 秘鲁甲级联赛冠军：2006